# Anyát a Marsra
Az Anyát a Marsra (eredeti cím: Mars Needs Moms) 2011-ben bemutatott amerikai 3D-s számítógépes-animációs film, amely Berkeley Breathed könyve alapján készült. Az animációs játékfilm rendezője Simon Wells, producerei Steven J. Boyd, Jack Rapke, Steve Starkey és Robert Zemeckis. A forgatókönyvet a rendező és a felesége Wendy Wells írta, a zenéjét John Powell szerezte. A mozifilm a Walt Disney Pictures és a ImageMovers Digital gyártásában készült, a Walt Disney Studios Motion Pictures forgalmazásában jelent meg. Műfaja sci-fi.
Amerikában 2011. március 11-én, Magyarországon 2011. március 10-én mutatták be a mozikban.

## Cselekmény
A kilencéves Milo édesanyját elrabolják a marslakók és elviszik a Marsra, mert szükségük van rá az oktatási robotjaik új programjaihoz. Mivel Milo meg akarja menteni az édesanyját, véletlenül bekerül az űrhajóba, és a Marson Gribble segít neki, aki maga is évekkel ezelőtt ugyanígy került oda.
A Marson a férfiakat csecsemőként elválasztják a nőktől, és a szemétdombra dobják őket. A nőstény csecsemőket robotok nevelik fel. Milo ki akarja szabadítani az anyját, akinek már csak néhány órája van hátra, mielőtt programként használják fel. Az uralkodó egy „Felügyelő” nevű öregasszony, aki hazudik és elnyomja a lakosokat. Amikor Milónak egy felkelő segítségével éppen csak sikerül kiszabadítania az anyját, a hatalmon lévő nő az útjába áll, de a felkelő Ki-nek sikerül meggyőznie a Felügyelő őrségét, hogy a nő gonosz. Elfogják őt, és miközben a Marson nagy felszabadító ünnepség kezdődik, Milo és az anyja Gribble-lel és Ki-vel egy űrhajón utaznak vissza a Földre. Gribble azonban vissza akar menni a Marsra, főleg azért, mert beleszeretett Ki-be.

## Szereplők
| Szereplő     | Eredeti hang       | Magyar hang      |
| ------------ | ------------------ | ---------------- |
| Milo         | Seth Green         | Ducsai Ábel      |
| Gribble      | Dan Fogler         | Minárovits Péter |
| Milo anyja   | Joan Cusack        | Spilák Klára     |
| Ki           | Elisabeth Harnois  | Bálizs Anett     |
| Főellenőr    | Mindy Sterling     | Halász Aranka    |
| Milo apja    | Tom Everett Scott  | Rajkai Zoltán    |
| Ja Mi        | James Earl Jones   | N/A              |
| Spangro      | Breckin Meyer      | N/A              |
| Myzic        | Billy Dee Williams | N/A              |
| Szárnycseléd | Kevin Cahoon       | N/A              |

További magyar hangok: Bogdán Gergő, Bordi András
Forrás:

## Betétdal
Crazy Little Thing Called Love (előadja a Queen együttes)

## Televíziós megjelenések
- HBO, HBO 2, HBO Comedy
- Digi Film